# Transair Sweden
Transair Sweden war eine schwedische Charterfluggesellschaft und ab 1975 ein Tochterunternehmen der Fluggesellschaft Scandinavian Airlines System (SAS). Die Gesellschaft hat ihren Betrieb im September 1981 eingestellt.

## Geschichte

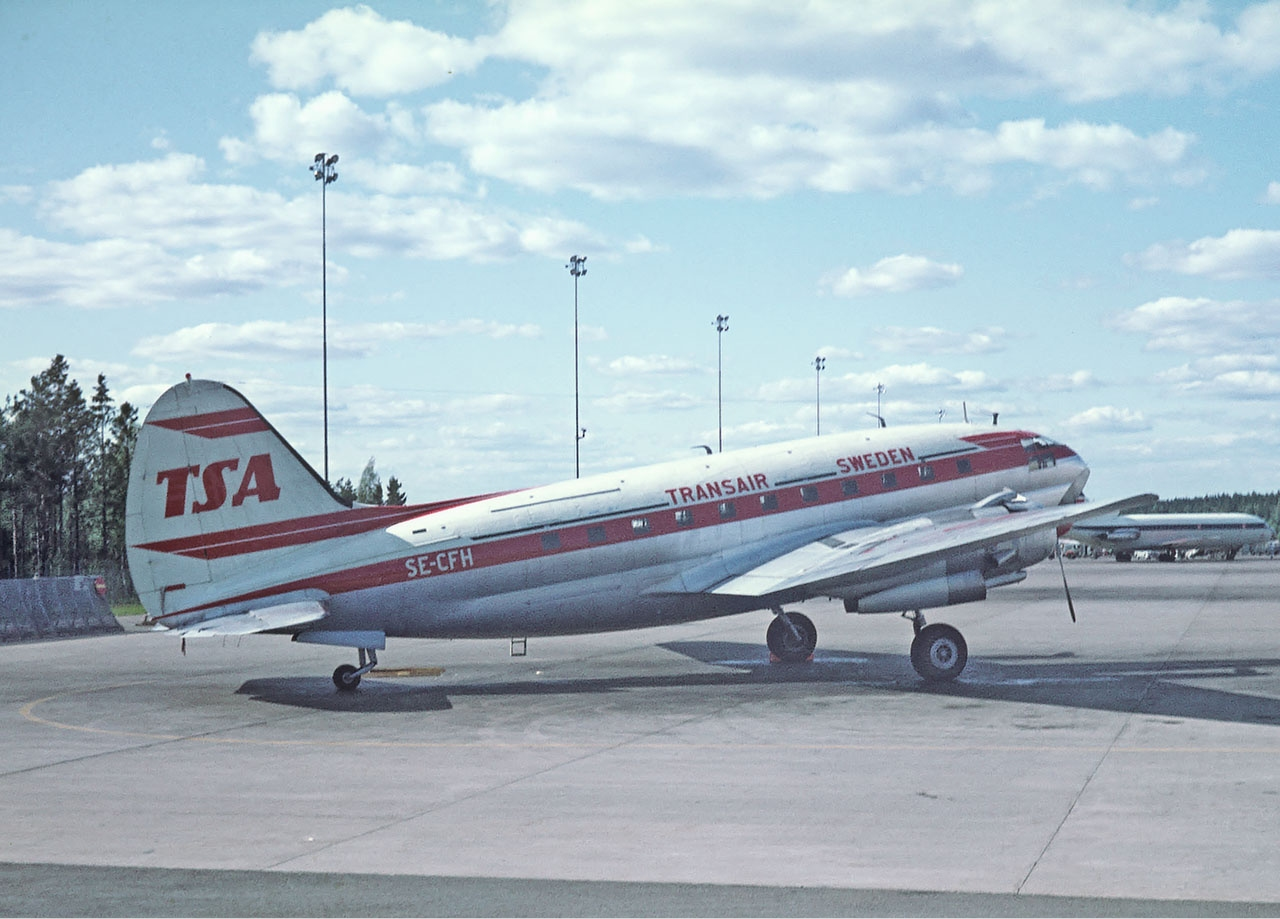
Transair Sweden setzte ab 1957 Curtiss C-46 auf Charter- und Frachtflügen ein

Im Jahr 1950 gründete Per Lovén in Stockholm die Fluggesellschaft Nordisk Aero Transport, um Tageszeitungen im Auftrag der ortsansässigen Verlage in andere schwedische Städte zu fliegen. Die Betriebsaufnahme erfolgte im Frühjahr 1951 vom Flughafen Stockholm/Bromma mit zwei Maschinen des Typs Airspeed Consul, gefolgt von einer achtsitzigen Avro Anson. Die Nordisk Aero Transport wurde im Juli 1951 zur Transair Sweden AB (TSA) umfirmiert. Eine weitere Airspeed Consul ergänzte im Mai 1952 die Flotte.
Im März 1953 erwarb Transair Sweden ihre erste Douglas DC-3, um mit dieser touristische Charterflüge (IT-Charter) nach Südeuropa anzubieten. Diese Geschäftsidee eröffnete dem Unternehmen einen völlig neuen Markt in Skandinavien, weil die Urlauber bislang mit dem Bus oder der Eisenbahn verreisten. Der erste Passagierflug erfolgte am 6. April 1953 von Stockholm nach Hamburg. Eine zweite DC-3 wurde im Dezember 1953 in Dienst gestellt. In den nachfrageschwachen Wintermonaten setzte das Unternehmen die Maschinen für Gelegenheitsdienste (Ad-hoc-Charter) sowie im Auftrag der Scandinavian Airlines System (SAS) im Linienverkehr von Stockholm nach Göteborg und Visby ein. Im Jahr 1955 beförderte Transair Sweden mit je drei Maschinen der Typen Douglas DC-3 und Airspeed Consul 27.375 Fluggäste sowie 1622 Tonnen Fracht.
Die Gesellschaft stellte ab April 1957 insgesamt elf ehemalige Militärtransporter des Typs Curtiss C-46 in Dienst und erhöhte damit ihre Charterkapazitäten deutlich. Diese Maschinen waren aber wie die Douglas DC-3 wegen ihrer relativ geringen Geschwindigkeit und begrenzten Reichweite nur bedingt für lange Strecken geeignet. So dauerte eine Flugreise nach Palma de Mallorca wegen der erforderlichen Zwischenlandungen und Nachbetankungen bis zu 12 Stunden. Frachtcharterflüge wurden aber auch interkontinental durchgeführt, z. B. nach Bangkok oder Kalkutta, wohin auf einem Flug drei Hubschrauber des Typs Bell 47 transportiert wurden.

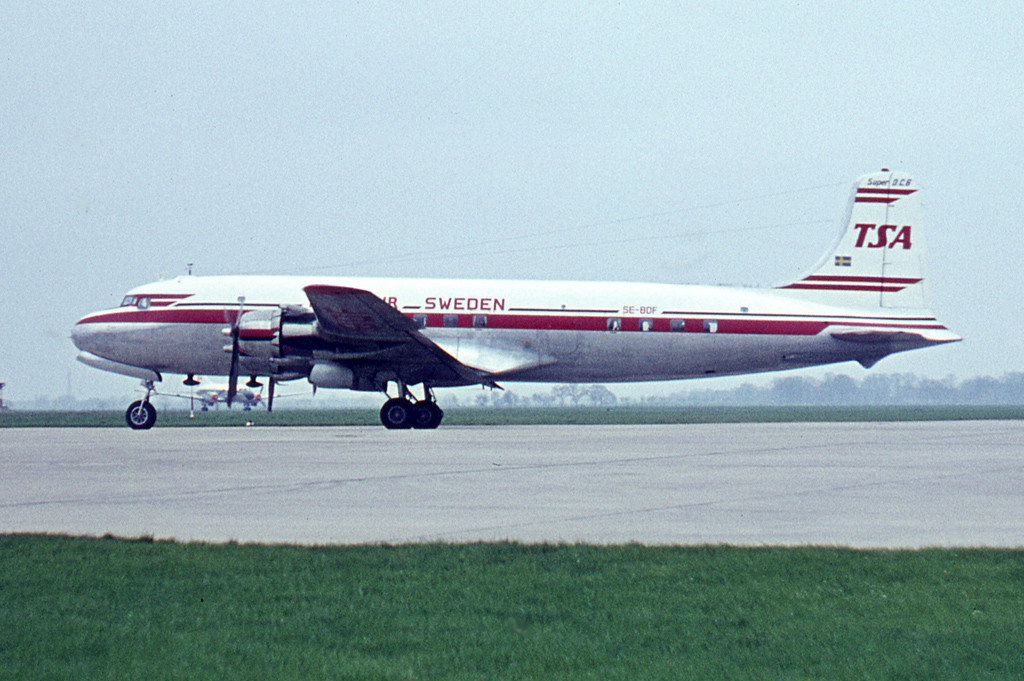
Die ersten Douglas DC-6 wurden 1960 erworben. Drei Jahre später betrieb TSA neun Maschinen dieses Typs.

Um weiter entferntere Ziele wie die Kanarischen Inseln zu erreichen und die Flugzeiten zu verkürzen, erwarb die Gesellschaft Anfang 1960 drei Maschinen des Typs Douglas DC-6 von der SAS. Im Jahr 1960 beförderte das Unternehmen 70.000 Fluggäste, darunter 23.000 Passagiere nach Palma de Mallorca, womit Transair Sweden den Spitzenplatz unter den europäischen  Charterfluggesellschaft belegte. Im selben Jahr verlegte das Unternehmen den Firmensitz vom Flughafen Stockholm/Bromma auf den Flughafen Malmö/Bulltofta und führte erstmals eine Weltumrundung mit einer Reisegruppe durch. Die Gesellschaft bot ab Sommer 1961 auch IT-Charterdienste vom Flughafen Kopenhagen-Kastrup an und stellte ab August 1961 sieben weitere Douglas DC-6 in Dienst. Im Jahr 1963 wurde Transair Sweden von der SAS übernommen, aber im Juni 1964 von dieser an die schwedische Unternehmensgruppe Nyman & Schultz weiterverkauft. Zu dieser Zeit bestand die selbst genutzte Flotte aus acht Douglas DC-6, einer DC-3 und fünf Curtiss C-46, weitere Flugzeuge waren bis Herbst 1963 an die UNO und danach an die Transair Congo vermietet. Während die DC-6 auf den IT-Charterstrecken verkehrten, wurde die DC-3 nun im Pendeldienst zwischen Malmö und Kopenhagen betrieben. Die Curtiss C-46 kamen hauptsächlich im Auftrag der SAS auf deren Frachtrouten von Kopenhagen nach Amsterdam, Hamburg, Frankfurt, Paris und Stuttgart sowie auf innerschwedischen Postflügen zum Einsatz. Im Verlauf des Jahres 1965 wurden alle bis auf eine als Ersatzmaschine dienende Douglas DC-6 durch größere Douglas DC-7 ersetzt, wodurch Transair Sweden ihre Transportkapazitäten um rund 30 % steigern konnte.
Im Jahr 1966 trat mit der staatlichen Scanair eine neue Mitbewerberin in Schweden auf, die Flugzeuge ihres Mutterunternehmens SAS zu Sonderkonditionen mieten und somit preisgünstiger am Markt agieren konnte. Im Herbst 1966 schloss der Reiseveranstalter Vingresor, der zu den Hauptkunden der Transair Sweden zählte, Charterverträge mit der Scanair ab. Die Gesellschaft verlor in der folgenden Urlaubssaison rund 38.000 Passagiere. Um ihre Wettbewerbsfähigkeit zu erhöhen, stellte Transair Sweden im Dezember 1967 zwei geleaste werksneue Boeing 727-100 in Dienst. Eine dritte Maschine der Baureihe Boeing 727-100C (kombinierte Passagier-/Frachtversion) wurde im September 1968 ausgeliefert. Am 1. Oktober 1968 schloss das Unternehmen eine Kooperation mit der Scanair ab und setzte im Anschluss die drei Boeings im Rahmen eines langjährigen Wetlease für diese ein. Eigener IT-Charterverkehr wurde in reduziertem Umfang bis ins Jahr 1969 mit den Douglas DC-7 durchgeführt. Der letzte Flug mit einem Propellerflugzeug erfolgte am 31. Oktober 1969 von München über Stockholm nach Malmö. In der Folgezeit wurde ausschließlich Charterverkehr für die Scanair geflogen, wobei die Gesellschaft deren schwächer frequentierte Routen sowie kleinere schwedische Flughäfen abdeckte. Aufgrund der zu geringen Reichweite der Boeing 727-100 mussten Flüge zu den Kanarischen Inseln oder nach Gambia mit einer Zwischenlandung in Billund, Lissabon oder Nantes erfolgen, wo die Maschinen nachbetankt wurden.
Die Gesellschaft verlegte im Jahr 1972 ihren Sitz auf den neu eröffneten Flughafen Malmö-Sturup. Im Jahr 1975, zur Halbzeit des 14-jährigen Leasingvertrags, nahm Scanair eine Kündigungsklausel in Anspruch, um ihre Zusammenarbeit mit der Transair Sweden vorzeitig zu beenden. Aufgrund des Einsatzes von schwedischen Politikern wurde das Unternehmen nicht aufgelöst, sondern von der staatlichen Fluggesellschaft  SAS übernommen. Die Gesellschaft setzte anschließend ihren Betrieb für die Scanair fort und erwarb hierzu im Februar 1979 eine vierte Boeing 727-100QC (Quick-Change-Version) von der Lufthansa. Transair Sweden führte ihren letzten IT-Charterflug am 6. September 1981 von Rhodos nach Stockholm durch. Im Anschluss erfolgte die Liquidation des Unternehmens, dessen Angestellte von der SAS übernommen wurden.

## UN-Einsätze und Transair Congo
Die UNO mietete ab dem 30. Dezember 1960 zunächst zwei Flugzeuge des Typs Curtiss C-46 von der Transair Sweden, um diese im Rahmen des UN-Einsatzes in der Republik Kongo zu nutzen, die kurz zuvor ihre Unabhängigkeit von Belgien erlangt hatte. Die Flugzeuge sowie die Piloten und das technische Personal wurden in Leopoldville stationiert. Im Jahr 1961 setzte die Gesellschaft sechs C-46 und eine Douglas DC-6 in Afrika ein. Eine weitere DC-6 wurde im August 1961 in den USA erworben und von dort direkt in den Kongo überführt. Das Flugzeug verunglückte am 18. September 1961. Die Charterverträge mit der UNO liefen im Herbst 1963 aus.
Die Flugdienste wurden anschließend im Auftrag der kongolesischen Regierung weitergeführt. Unter der Bezeichnung Transair Congo betrieb das Unternehmen im Jahr 1964 vier C-46 und eine DC-6 in Afrika. Das letzte Flugzeug verließ im März 1966 den Kongo.

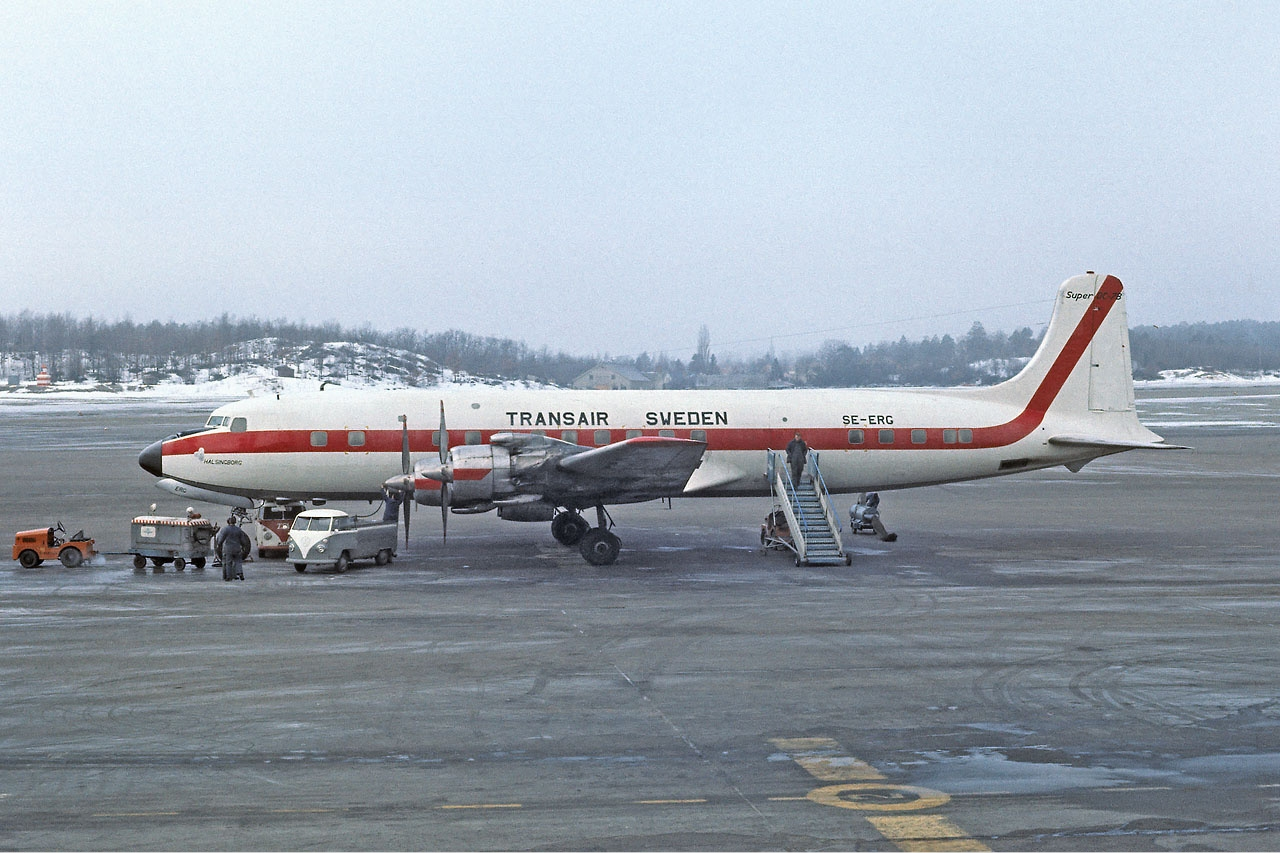
Transair Sweden musterte ihre letzte Douglas DC-7 im Jahr 1969 aus

## Flotte
- Airspeed Consul (betrieben von 1951 bis 1959)
- Boeing 727-100 (betrieben von 1967 bis 1981)
- Curtiss C-46 (betrieben von 1957 bis 1965, bis 1966 im Kongo eingesetzt)
- Douglas DC-3 (betrieben von 1953 bis 1964)
- Douglas DC-6 und DC-6B (betrieben von 1960 bis 1967)
- Douglas DC-7B (betrieben von 1964 bis 1969)

## Zwischenfälle
- Am 18. September 1961 verunglückte eine Douglas DC-6B (Luftfahrzeugkennzeichen SE-BDY) aus ungeklärter Ursache nahe dem Flughafen Ndola in Nordrhodesien (heute Sambia). An Bord des Flugzeugs befanden sich UNO-Generalsekretär Dag Hammarskjöld sowie 15 weitere Personen. Es wird vermutet, dass die Maschine abgeschossen wurde (siehe auch Hauptartikel Charterflug des UNO-Generalsekretärs Dag Hammarskjöld).[17]

- Am 8. Juni 1962 musste eine Curtiss C-46 (SE-CFB) nach einem Landeunfall in Albertville (Kongo) als Totalverlust abgeschrieben werden. Personen kamen nicht zu Schaden. Die geborgene vordere Rumpfsektion diente zur Reparatur eines Schwesterflugzeugs.[18][19][20]

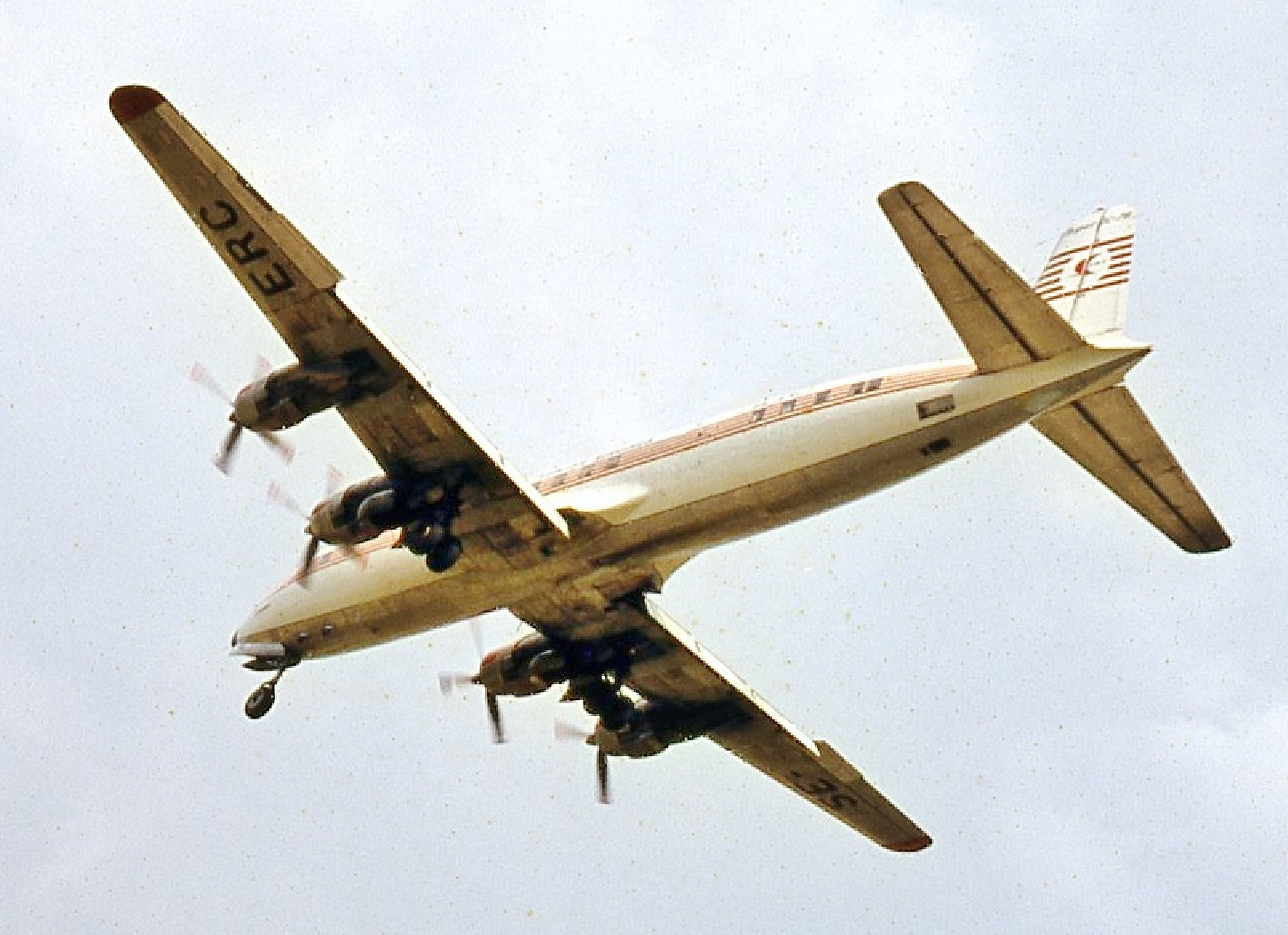
Die 1968 in München verunglückte Douglas DC-7 der Transair, betrieben für Türk Hava Yolları (THY), Frankfurt 1967

- Am 13. Januar 1964 wurde eine Curtiss C-46 (SE-CFF) der Transair Congo bei einem Startunfall in Thysville irreparabel beschädigt.[21][22]

- Am 6. März 1966 prallte eine Curtiss C-46 (SE-CFG) der Transair Congo unmittelbar vor dem Aufsetzen in Bunia gegen eine Bodenwelle. Die Maschine setzte den Flug nach Stanleyville fort, wurde dort aber aufgrund der Schadenshöhe ausgemustert.[23][24]

- Am 20. Januar 1968 brach bei einer Douglas DC-7B der Transair Sweden (SE-ERC) während der Landung auf dem Flughafen München-Riem das Bugfahrwerk zusammen. Die an Türk Hava Yollari (THY, heute Turkish Airlines) vermietete Maschine geriet von der Landebahn ab. Alle 38 Insassen (6 Besatzungsmitglieder und 32 Passagiere) blieben unverletzt. Das Flugzeug wurde irreparabel beschädigt.[25]